# Milices patriotiques
Pour les articles homonymes, voir Milice (homonymie).
Ne doit pas être confondu avec Milice française.
Les Milices patriotiques, (néerlandais : Patriotische Militie) fut un groupe de résistance belge affilié au parti communiste durant la seconde guerre mondiale.
Les Milices avaient pour objectif d'être un mouvement de masse, travaillant de concert avec le groupe plus petit des Partisans armés (PA).

## Historique
22 006 personnes ont été reconnues comme ayant été membres des Milices patriotiques durant la guerre.
Sous l'égide du parti communiste français, des groupes équivalents mais moins nombreux, utilisant la même appellation Milices patriotiques, ont existé au sein de la Résistance française. Elles sont dissoutes à la Libération par Maurice Thorez à la demande du général de Gaulle.